# Raymond Durand (calciatore)
Raymond Durand (Marsiglia, 29 gennaio 1908 – Marsiglia, 31 ottobre 1989) è stato un calciatore francese, di ruolo attaccante.

## Carriera

### Club
Ha giocato con l'Olympique Marsiglia dal 1925 al 1940.

### Nazionale
Ha collezionato una presenza con la propria Nazionale, il 15 febbraio 1931 in una partita amichevole.

## Palmarès

### Giocatore

#### Competizioni nazionali
- Campionato francese: 1

Olympique Marsiglia: 1936-1937
- Coppa di Francia: 4

Olympique Marsiglia: 1925-1926, 1926-1927, 1934-1935, 1937-1938

## Statistiche

### Cronologia presenze e reti in Nazionale
| Cronologia completa delle presenze e delle reti in nazionale ― Francia | Cronologia completa delle presenze e delle reti in nazionale ― Francia | Cronologia completa delle presenze e delle reti in nazionale ― Francia | Cronologia completa delle presenze e delle reti in nazionale ― Francia | Cronologia completa delle presenze e delle reti in nazionale ― Francia | Cronologia completa delle presenze e delle reti in nazionale ― Francia | Cronologia completa delle presenze e delle reti in nazionale ― Francia | Cronologia completa delle presenze e delle reti in nazionale ― Francia |
| Data                                                                   | Città                                                                  | In casa                                                                | Risultato                                                              | Ospiti                                                                 | Competizione                                                           | Reti                                                                   | Note                                                                   |
| ---------------------------------------------------------------------- | ---------------------------------------------------------------------- | ---------------------------------------------------------------------- | ---------------------------------------------------------------------- | ---------------------------------------------------------------------- | ---------------------------------------------------------------------- | ---------------------------------------------------------------------- | ---------------------------------------------------------------------- |
| 15-2-1931                                                              | Colombes                                                               | Francia                                                                | 1 – 2                                                                  | Cecoslovacchia                                                         | Amichevole                                                             | -                                                                      |                                                                        |
| Totale                                                                 |                                                                        | Presenze                                                               | 1                                                                      |                                                                        | Reti                                                                   | 0                                                                      |                                                                        |